# Ceratophyllum platyacanthum
Ceratophyllum platyacanthum är en särvväxtart. Ceratophyllum platyacanthum ingår i släktet särvar, och familjen särvväxter. Arten delas in i följande underarter:
- C. p. oryzetorum
- C. p. platyacanthum